# Greetings from Tucson
Greetings from Tucson (Greetings from Tucson) est une série télévisée américaine en 22 épisodes de 30 minutes créée par Peter Murrieta, diffusée entre le 20 septembre 2002 et le 9 mai 2003 sur le réseau The WB.
Cette série est inédite dans tous les pays francophones.

## Synopsis
Greetings from Tucson est basé sur la vie du créateur de la série Peter Murrieta. Les histoires en travers les yeux des jeunes de 15 ans, David Tiant (Pablo Santos), le fils aîné dans une société.
Le titre de la série était destinée à imiter la légende d'une carte postale. Le même dispositif visuel a été utilisé pour la transition entre les scènes.

## Distribution et personnages
- Pablo Santos : David Tiant
- Aimee Garcia : Maria Tiant
- Sara Paxton : Sarah Tobin
- Bobby Chavez : Daniel Tiant
- Rebecca Creskoff : Elizabeth Tiant
- Julio Oscar Mechoso : Joaquin Tiant
- Lupe Ontiveros : Magdalena Tiant
- Jacob Vargas : Ernesto Tiant
- Brian Scolaro (en) : Larry Janetti

## Épisodes
1. titre français inconnu (Pilot)
2. titre français inconnu (My Two Padres)
3. titre français inconnu (Driving)
4. titre français inconnu (Work Ethic)
5. titre français inconnu (Popularity)
6. titre français inconnu (Spiteful Dating)
7. titre français inconnu (Working Mothers of America)
8. titre français inconnu (Strike)
9. titre français inconnu (Christmas)
10. titre français inconnu (Ball and Chain)
11. titre français inconnu (A Brand New Car)
12. titre français inconnu (Counseling)
13. titre français inconnu (Family Honor)
14. titre français inconnu (Maria's Boyfriend)
15. titre français inconnu (Student Council)
16. titre français inconnu (Coffee)
17. titre français inconnu (The Breakup)
18. titre français inconnu (Home Sweet Home)
19. titre français inconnu (My Friend Mom)
20. titre français inconnu (The First Time)
21. titre français inconnu (Sibling Rivalry)
22. titre français inconnu (Eegee's vs. Hardee's)